# Semecarpus subpeltata
Semecarpus subpeltata är en sumakväxtart som beskrevs av Thw.. Semecarpus subpeltata ingår i släktet Semecarpus och familjen sumakväxter. Inga underarter finns listade i Catalogue of Life.